# Laheküla (Laimjala)
Laheküla – wieś w Estonii, w prowincji Sarema, w gminie Laimjala.